# Coatzacoalcos (település)
Coatzacoalcos (kiejtve: Koatcakoalkosz) egy kikötőváros Mexikóban, a Mexikói-öböl déli partján, Veracruz államban. Lakossága 2010-ben körülbelül 236 ezer fő volt.
A város iparában a petrolkémia dominál, itt található az állami tulajdonú Pemex olajtársaság leányvállalatának székhelye. Egyike az ország fontos kikötőinek, ahonnan gyümölcsöt és nyersanyagot szállítanak külföldre.

## Földrajz
A város Veracruz állam délkeleti részén, a Mexikói-öböl partján, a Tehuantepeci-földszoros északi részén terül el, a Coatzacoalcos folyó torkolatánál. Területén néhány tíz méter magas dombok is emelkednek. Az éves átlaghőmérséklet 24–28 °C, a csapadékmennyiség 2400–2600 mm.

## Népesség
A település népessége a közelmúltban folyamatosan növekedett:
| Év   | Lakosság |
| ---- | -------- |
| 1990 | 198 817  |
| 1995 | 222 027  |
| 2000 | 225 973  |
| 2005 | 234 174  |
| 2010 | 235 983  |

## Története
A város neve a navatl indián nyelvből származik, a cóatl („kígyó”), a tzacualli („kis hegy, piramis”) és a co helynévképző összetételével. A szóvégi s már spanyol eredetű: többes számot jelöl, mivel több ilyen kis piramisszerű hegy van itt. A legenda szerint ez az a hely, ahol Ketzalkóatl (magyarul: Tollaskígyó) isten befejezte az útját a tengerhez és ahol megígérte, hogy majd visszatér.
A spanyol hódítás után, az akkor Puerto Méxicónak nevezett települést és környékét Bernal Díaz del Castillo, Hernán Cortés bajtársa kapta meg birtokként. A település csak a 19-20. század fordulóján kezdett fejlődni, amikor ismét napirendre került a jóval korábban megálmodott terv, hogy innen építsék meg a két óceánt összekötő vízi utat.